# 岩崎堅一
岩﨑 堅一（いわさき けんいち、1939年 - 2023年4月26日）は、日本の建築家。東京都市大学名誉教授、岩﨑建築研究室代表取締役を務めた。

## 来歴
- 1939年 東京生まれ
- 1962年 武蔵工業大学(現東京都市大学)工学部建築学科卒業
- 1962年 竹中工務店設計部勤務
- 1989年 同社設計部プリンシパルアーキテクト
- 2000年 武蔵工業大学(現東京都市大学)工学部建築学科教授
- 2008年 武蔵工業大学(現東京都市大学)工学部建築学科名誉教授

## 受賞歴
- 1966年 BELCA賞LLB 文芸春秋本社ビル
- 1968年 BCS賞 日本鋼管京浜事務所
- 1975年 BELCA賞LLB 霊友会釈迦殿
- 1984年 BCS賞 有楽町マリオン
- 1984年 BELCA賞BRB 大倉山記念館
- 1987年 日本建築学会霞ヶ関ビル記念賞 東京理科大学長万部キャンパス
- 1987年 愛知県新文化会館コンペティション優秀賞
- 1989年 BCS賞 三井箱崎再開発

〔以上 竹中工務店在籍時〕
- 2003年 BCS賞 武蔵工業大学 SAKURA CENTER #14
- 2008年 日本建築学会作品選奨 武蔵工業大学 新建築学科棟 #4
- 2008年 日本建築学会作品賞 武蔵工業大学 新建築学科棟 #4